# Heppenheim
Pour les articles homonymes, voir Heppenheim (homonymie).
Heppenheim (officiellement : Heppenheim (Bergstraße)) est une ville allemande, située dans le sud du Land de Hesse. Heppenheim est un chef-lieu de la Route de la montagne (Bergstraße). Dans le dialecte du sud de la Hesse, la ville est aussi appelée Hepprum. C'est la ville natale de Sebastian Vettel, 4 fois champion du monde de Formule 1.

## Géographie

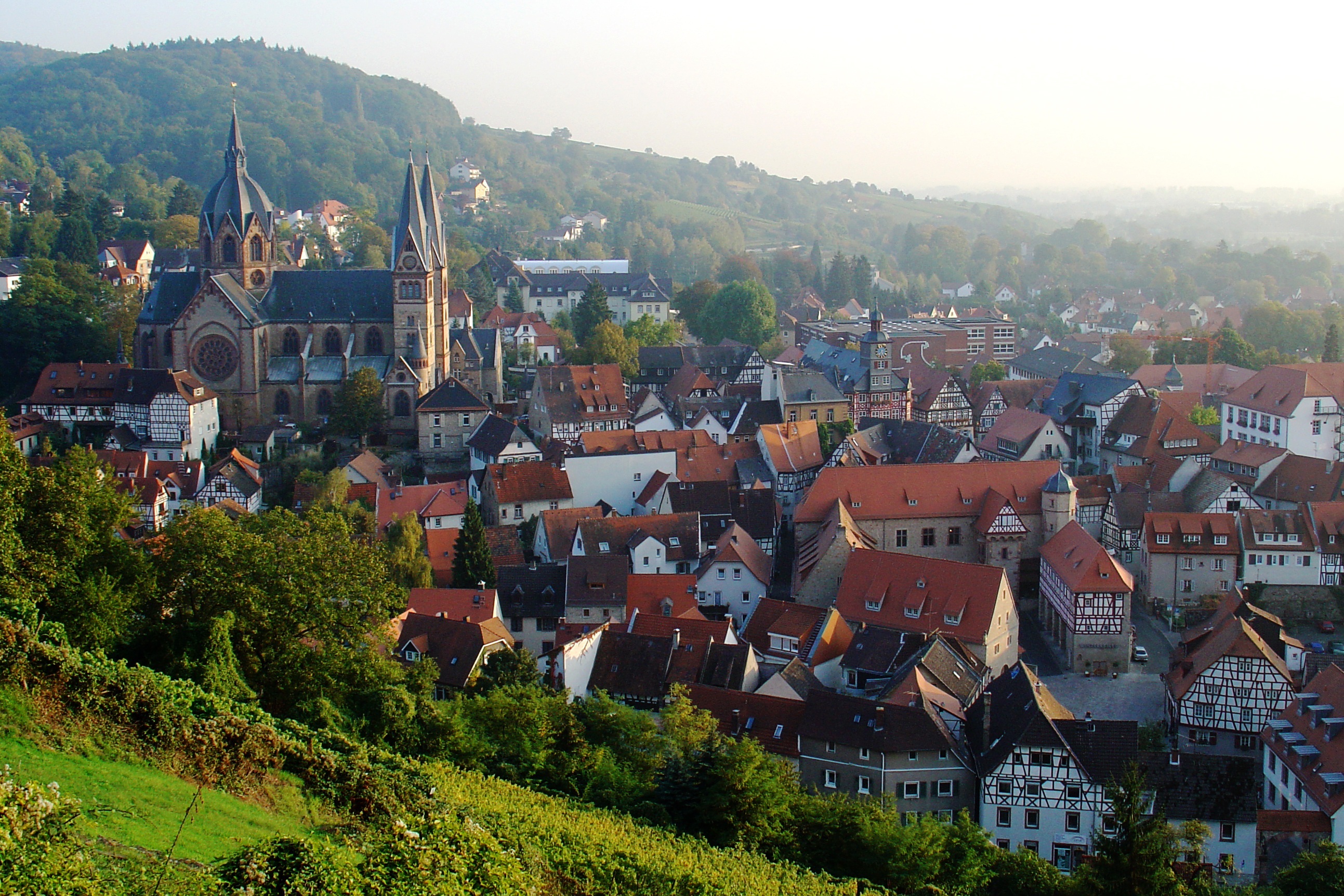
Heppenheim avec l'église Saint-Pierre, dite cathédrale de la Route de la Montagne, et la vieille ville.

Heppenheim se situe à la frontière du Land de Bade-Wurtemberg. La ville de Heppenheim se délimite au nord à la ville de Bensheim, au nord-est par Lautertal (Odenwald) et Lindenfels, à l'est par Fürth, Rimbach, Mörlenbach et Birkenau, au sud par Laudenbach, au sud-ouest par Viernheim et Lampertheim et à l'ouest par Lorsch. Heppenheim a comme quartiers les communes d'Erbach, Hambach, Igelsbach, Kirschhausen, Mittershausen-Scheuerberg, Ober-Laudenbach, Sonderbach et Wald-Erlenbach, qui furent rattachés à Heppenheim à compter du 1er janvier 1972 dans le cadre de la réforme des régions administratives de la Hesse.
La ville elle-même avec son Starkenburg médiéval, bâti en 1065, se trouve au pied de la Montagne du Château (Schlossberg).

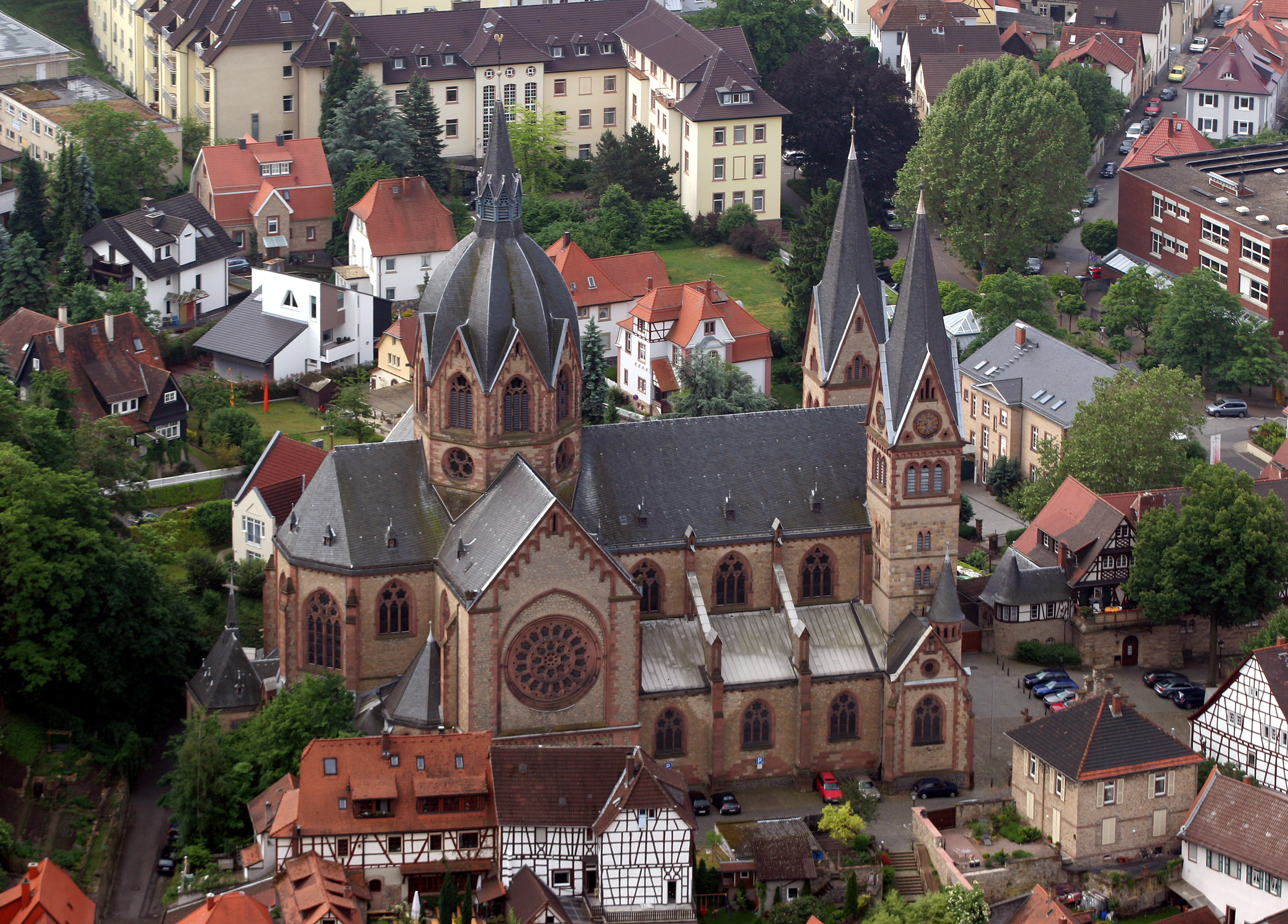
La cathédrale de la Bergstraße, Saint-Pierre (St. Peter).

La spécificité de cette ville réside en la présence, au cœur de la ville, de l'église Saint-Pierre (St. Peter), dite cathédrale de la Route de la Montagne. Cette église catholique inaugurée le 1er août 1904 est ainsi populairement dénommée, bien qu'elle ne soit pas un siège épiscopal.

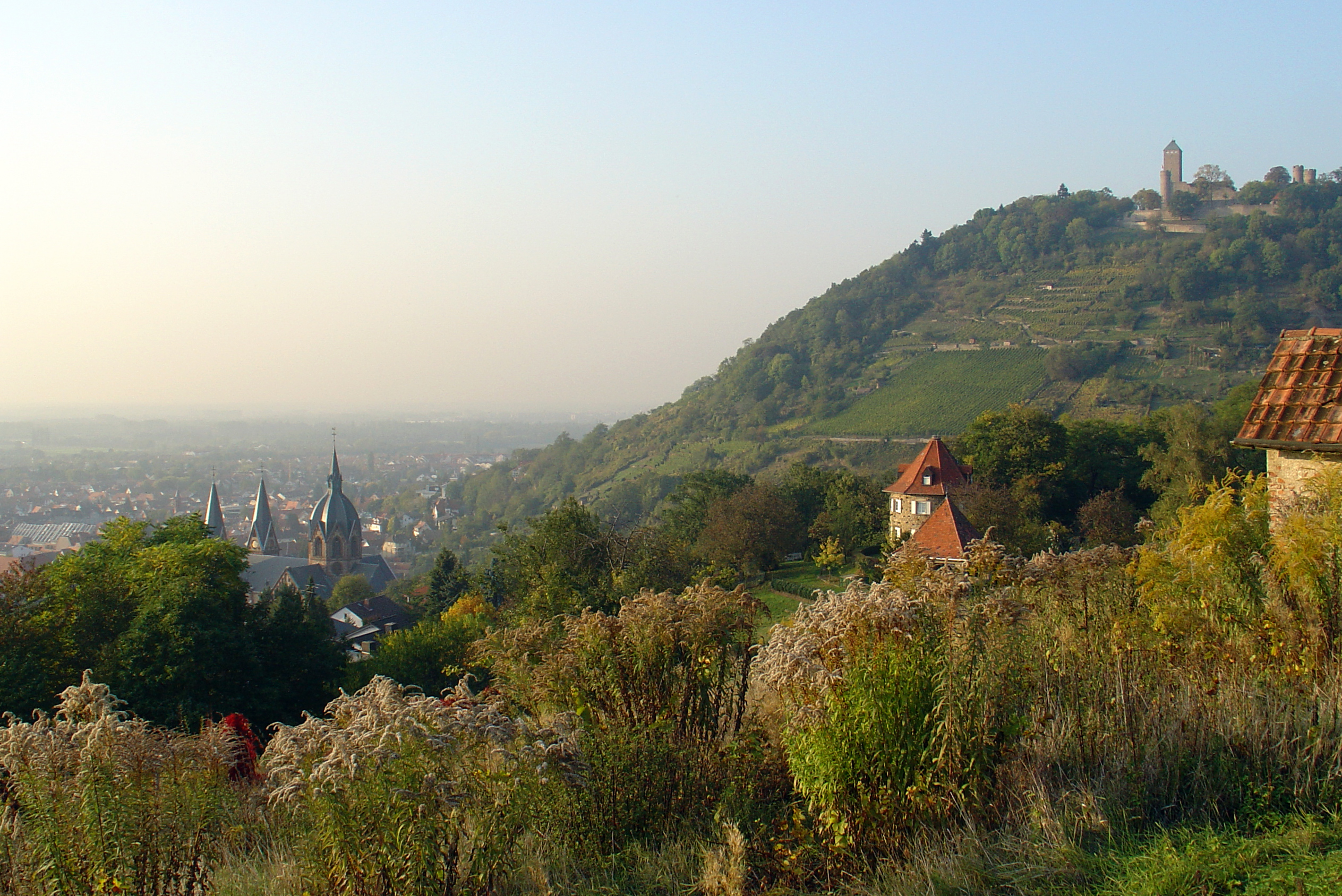
Heppenheim avec l'église Saint-Pierre et le château de Starkenburg.

Elle se distingue par un climat extraordinairement doux et ensoleillé avec une floraison des arbres particulièrement tôt. Heppenheim est connue aussi pour son vin. Les endroits les plus touristiques sont la place du marché avec la mairie, le Starkenburg sur la Montagne du Château (Schlossberg), et la cathédrale de la Route de la Montagne (Bergstraße).
La Route de la Montagne (Bergstraße) est l'appellation de la route reliant Darmstadt à Heidelberg entre l'Odenwald à l'est et le Rhin à l'ouest.
Le plus grand lac de Heppenheim est le Bruchsee.

### Population
Heppenheim est la 4e plus grande ville de la Bergstraße avec 27 000 habitants.
| Année | Population |
| ----- | ---------- |
| 1666  | 1 066      |
| 1806  | 3 190      |
| 1861  | 4 599      |
| 1900  | 5 779      |
| 1925  | 7 693      |
| 1939  | 9 350      |
| 1950  | 13 111     |
| 1971  | 17 411     |
| 1975  | 23 793     |
| 2003  | 25 457     |
| 2004  | 25 388     |
| 2024  | 27 864     |

Entre 1971 et 1975, la démographie a augmenté. Cela est dû à la réforme des régions administratives de la Hesse du 1er janvier 1972.

## Histoire
| Appartenances historiques Électorat de Mayence 1232-1803 Landgraviat de Hesse-Darmstadt 1803–1806 Grand-duché de Hesse 1806–1918 Empire allemand 1871-1918 République de Weimar 1918–1933 Reich allemand 1933–1945 Allemagne occupée 1945–1949 Allemagne de l'Ouest 1949–1990 Allemagne 1990–présent |

Heppenheim apparaît pour la première fois dans les manuscrits en 755 dans le Codex de Lorsch. En 773 la ville et les territoires autour furent donnés à l' abbaye de Lorsch par Charlemagne. L'abbaye fit construire pour se protéger contre l'archévêque Adalbert de Brême en 1065 le Starkenburg, un château-fort au-dessus de Heppenheim. Elle appartenait à Lorsch jusqu'en 1232. Par la suite elle passa sous le règne des princes-électeurs de Mayence. En 1461 elle fut donnée en gage au prince-électeur du Palatinat y ne fut restituée à Mayence qu'en 1623. 
Depuis le Moyen Âge, les juifs étaient présents à Heppenheim, avec 80 % de catholiques. En 1348/1349, la vie des juifs fut anéanti à cause de la peste et la persécution de ces derniers. C'est au XVIIe siècle qu'ils reviennent à Heppenheim, constituant en 1890, environ 300 personnes de la communauté juive, avant de s'enfuir de nouveau en 1933. Mais en septembre 1942, les derniers juifs d'Heppenheim furent déportés. Aujourd'hui, un mémorial se trouve à la place de la vieille synagogue, construite en 1900, et qui fut détruite en 1938.
Il y eut un juif connu à Heppenheim. Le professeur et théologien Martin Buber. Il fut obligé d'arrêter d'exercer, en 1933, sous la pression des nazis et de la prise de pouvoir d'Hitler. Ce dernier eut sa maison pillée et détruite en 1938 et émigra à Jérusalem.
Heppenheim fut presque complètement détruite en 1369 et en 1639 par des incendies. Elle ne fut pratiquement pas touchée lors des deux guerres mondiales, juste quelques dégâts lorsque l'armée américaine y entra en 1945.
En 1803, Heppenheim devient une partie du landgraviat de Hesse-Darmstadt, avec l'abolition de l'électorat de Mayence par le Recès de la Diète d'Empire.
Le chimiste Justus Liebig séjourna vers 1818/1819 pour quelques mois comme apprenti pharmacien. Il eut plus tard une grande renommée mondiale.
En 1846, Heppenheim devient une station sur la Ligne Main-Neckar.
Le 10 octobre 1847 à l'hôtel Halber-Mond, se déroula la Heppenheimer Versammlung, où des libéraux s'étaient rencontrés, avant la révolution allemande de 1848. Le FDP (parti démocratique libre), en raison de ce fait historique, se crée le 11 décembre 1948 à Heppenheim.
"La cathédrale de la Bergstraße", l'église Saint-Pierre  fut construite entre 1900 et 1904 en style néo-gothique. 
En 1910, l'école Odenwaldschule fut fondée par Paul Geheeb à Ober-Hambach. Un internat fut construit 
et eut une renommée nationale. Dans cette école, un programme fut mis en place afin de développer la personnalité et la créativité de chacun. Le célèbre Thomas Mann fit suivre à son fils, ces cours dans l'école Odenwaldschule. Après une scandale d'abus sexuel, l'institut dut fermer ses portes en 2015.
Le blason fait partie intégrante à l'histoire de Heppenheim. Ce blason est divisé en trois parties, donc la principale, se trouvant en haut, avec le Lion de Hesse, rayé de rouge et argent sur fond bleu, ayant les griffes dorées et portant une couronne dorée ainsi qu'une épée dont la fusée est aussi doré.
Dans la partie basse gauche du blason, se trouve la Croix de Lorsch cloutée, en pointe et rouge sur un fond argenté.
Puis sur le côté droit du blason se trouve la Roue de Mayence, qui se constitue de six rayons, en argent et sur fond rouge.

## Événements de Heppenheim
- Festival de Heppenheim, tous les jours de mi/fin juillet à début septembre (Heppenheimer Festspiele)
- Marché du Vin de la Route de la Montagne, fin juin (Bergsträßer Weinmarkt)
- Théâtre de rue international pendant les Gassensensationen (début juillet)
- Défilé de la période de Carnaval (dimanche de Carnaval) (Fastnachtsumzug (Fastnachtssonntag))
- Activités ludiques pour enfants de la dernière classe de maternelle jusqu'à 16 ans pendant les vacances scolaires
- Marché de Printemps, le premier week-end de mars (Frühjahrsmarkt)
- Fête patronale de l'èglise "Èpiphanie", début mai (Weststadtkrichweih)
- Fête patronale de Saint-Pierre, le premier week-end d'août (Stadtkirchweih)
- Représentations régulières du Forum de la Culture(Regelmäßige Veranstaltungen des Forums Kultur)
- Randonnée à travers les vignes, le 1er mai et le 3 octobre (Weinlagenwanderung)

En 2004 eut lieu le 44è "Hessentag", la fête régionale de la Hesse, fêtée chaque année pendant dix jours dans une ville de la région.
Le 18 juillet 2010, se déroula le Home Run avec comme participants Mattias Ekström, Smudo (Die Fantastischen Vier), Chris Pfeiffer et Sebastian Vettel. Cet événement rassembla plus de 120 000 personnes.
Le 21 novembre 2010, Heppenheim fêta le titre de Sebastian Vettel, sacré en Formule 1. Plus de 10 000 personnes étaient présentes pour accueillir leur champion.

### Sites intéressants

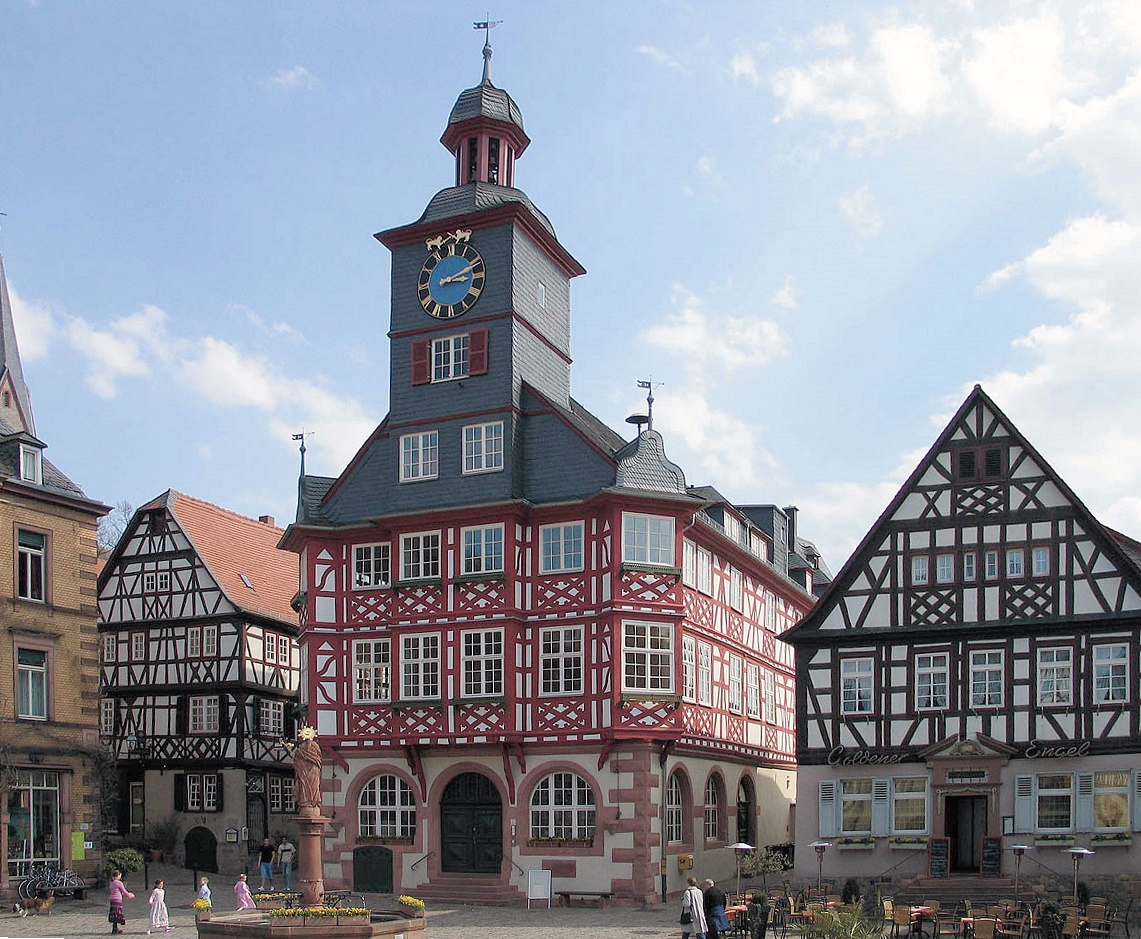
La mairie sur la place du marché.

- La vieille ville avec des maisons à colombage
- La place du marché
- La cathédrale
- Le château de Starkenburg

## Célébrités
Heppenheim est la ville natale du plus jeune champion du monde de Formule 1 Sebastian Vettel et du handballeur Michael Allendorf.
Heppenheim est aussi la ville natale de Barbara Koob le 23 janvier 1838, qui mourut le 9 août 1918 après une longue vie au service des malades de la lèpre à Hawaï, et qui fut canonisée par le pape Benoît XVI le 21 octobre 2012 sous le nom de Sainte Marianne Cope.

Même Grace Kelly, plus tard la princesse Gracia Patricia de Monaco, a ses relations avec Heppenheim. Sa grand-mère, Margarete Berg, fut née à Heppenheim. Avant d'émigrer avec sa famille aux États-Unis, elle vécut dans une maison sur la place du marché. Une plaque y rappelle ces faits encore aujourd'hui.
Un épisode de la série Tatort a été tourné à Heppenheim en 1984 avec Hans-Werner Bussinger dans le rôle du Commissaire Rullmann.

## Jumelages
La ville est jumelée avec les villes suivantes :
- Caldaro sulla Strada del Vino (Italie)
- Le Chesnay-Rocquencourt (France)
- West Bend (Wisconsin) (États-Unis)

## Personnalités liées à la ville
- Katharina Katzenmaier, religieuse, y est née.
- Horst Antes, artiste, y est né.
- Sebastian Vettel, pilote de Formule 1, y est né.
- Mai Thi Nguyen-Kim, chimiste, journaliste scientifique, présentatrice de télévision, auteur, Youtubeuse, y est née.